# Pons Racing
Pons Racing is een Spaans auto- en motorsportteam dat opgericht werd in 1992 door voormalig 250 cc-wereldkampioen Sito Pons.

## Geschiedenis

### Motorsport
In 1992 debuteerde Pons Racing in de 500 cc met Àlex Crivillé, die meteen een race wist te winnen. In 1993 ging het team ook deelnemen aan de 250 cc, maar stopte hier twee jaar later alweer mee.
Onder anderen Carlos Checa, Sete Gibernau, Alex Barros, Loris Capirossi en Max Biaggi reden voor Pons tussen 1995 en 2005. Hierna stapte het team uit de 500 cc, inmiddels MotoGP geheten.
In 2009 keerde het team terug in de 250cc, met Axel Pons, de zoon van Sito, en Héctor Barberá als coureurs. Barberá eindigde als tweede in het kampioenschap met drie overwinningen achter Hiroshi Aoyama. Vanaf 2012 rijdt het team in de inmiddels tot Moto2 omgedoopte klasse onder de naam Pons HP 40 Tuenti. In dat jaar eindigt Pol Espargaró als tweede in het kampioenschap, achter Marc Márquez.
In 2013 rijden Pons, Espargaró en Esteve Rabat voor het team in de Moto2.

### Autosport
In 2004 stapt Pons Racing ook in de autosport, in de World Series by Nissan. Hun coureur Heikki Kovalainen wint meteen zes races en het kampioenschap. Ook bij de teams is de eerste plaats voor Pons.
In 2005 wordt Adrián Vallés tweede in het kampioenschap achter Robert Kubica met twee overwinningen op Donington Park en in Monza. Het team eindigt als vijfde in het kampioenschap.
In 2006 behalen James Rossiter en Tristan Gommendy voor het team allebei één podiumplaats. Omdat Gommendy slechts de laatste twee raceweekenden reed, is Rossiter de hoogst geklasseerde coureur met een veertiende plaats. Het team eindigt als elfde in het kampioenschap.
In 2007 won Miguel Molina González twee races in Estoril en Barcelona. Door mindere resultaten in de rest van het seizoen eindigde hij slechts als zevende in het kampioenschap. Ook het team behaalde een zevende plaats in het constructeurskampioenschap.
In 2008 behaalde Marcos Martínez de enige podiumplaats voor het team in de eerste race op Silverstone. Hij eindigde als vijftiende in het kampioenschap, terwijl het team als elfde eindigde.
In 2009 won Martínez de eerste drie races van het kampioenschap. Op Silverstone behaalde hij een vierde overwinning, maar scoorde daarna geen punten meer. Uiteindelijk eindigde hij als zevende in het kampioenschap. Het team eindigde hierdoor op de zesde plaats.
In 2010 behaalde Daniel Zampieri twee podiumplaatsen voor het team, waardoor hij als negende in het kampioenschap eindigde. Het team eindigde als achtste in het kampioenschap.
In 2011 reed Oliver Webb in de eerste auto en werd de tweede auto bijna elk raceweekend aan een andere coureur gegeven; Dominic Storey, Jean Karl Vernay, Filip Salaquarda, Adrien Tambay, Michael Herck, Marcos Martínez en Nick Yelloly reden dat jaar in de tweede auto van Pons. Enkel Yelloly wist goede resultaten te behalen, met een tweede plaats in de laatste race in Barcelona als hoogtepunt. Hiermee was hij de hoogst geklasseerde Pons-coureur met een veertiende plaats, terwijl het team als elfde eindigde in het kampioenschap.
In 2012 waren Zoël Amberg en Yann Cunha de coureurs van Pons. Amberg behaalde in de eerste race van het kampioenschap op het Motorland Aragón een punt, maar beide coureurs behaalden hierna geen punten meer, waardoor Pons als dertiende en laatste in het kampioenschap eindigde.
In 2013 rijdt het team met Amberg en Nikolay Martsenko als coureurs.